# Lysander (New York)
Pour les articles homonymes, voir Lysander (homonymie).
Lysander est une ville du comté d'Onondaga, dans l'État de New York, aux États-Unis,. En 2010, elle comptait une population de 21 759 habitants.

## Démographie
Lors du recensement de 2010, la ville comptait une population de 21 759 habitants. Elle est estimée, en 2016, à 22 877 habitants.